# We Can Do It
Ne doit pas être confondu avec We Can Do It!.
Albums de The Rubettes
Wear It's At
(1974) Rubettes
(1975)
We Can do It est le deuxième album des Rubettes, paru en avril 1975. En France, le groupe obtiendra un disque d'or pour cet opus. Juke Box Jive et I Can Do It sont les succès qui portent l'album. Il est n° 41 au Royaume-Uni et n° 31 en Allemagne où il reste dans le classement pendant 16 semaines. Dans ses mémoires, Tony Thorpe indique que les solos de guitare dont il est le plus satisfait durant sa carrière avec les Rubettes sont ceux de I Can Do It et de Family Affair. Bill Hurd pense que ce dernier titre ainsi que Something's coming over me et Play the Game sont bonnes chansons mais qu'elles ne correspondent pas au son des Rubettes. Wayne Bickerton considère que la chanson I Can Do It est leur meilleur titre. Wayne Bickerton et Tony Waddington pensent que les Rubettes vendraient plus d'albums si le groupe acceptait que les producteurs écrivent toutes les chansons. Les musiciens sont conscients que les titres qu'ils écrivent ont des inspirations musicales diverses mais ne veulent pas de dix titres dans la même veine sur leurs albums. D'autre part, tous sont d'excellents musiciens et composent, ils apportent aussi leurs idées aux compositions fournies par leurs producteurs. Pour I Can Do It, les musiciens inventent l'introduction et les riffs de guitares. L'album comprend deux ballades I'll always love you  de Mick Clarke qui figurera sur l'album 20th Anniversary ainsi que Beggar Man composée par John Richardson et Alan Williams qui l'interprète et qui raconte l'histoire d'un mendiant.

## Liste des titres
| No  | Titre                                                                    | Durée |
| --- | ------------------------------------------------------------------------ | ----- |
| 1.  | I Can Do It (Wayne Bickerton, Tony Waddington) – 3:21                    |       |
| 2.  | The Sha-Na-Na-Na Song (Wayne Bickerton, Tony Waddington) – 2:59          |       |
| 3.  | Something's Coming Over Me (Bill Hurd) – 2:39                            |       |
| 4.  | The Family Affair (Bill Hurd) – 2:48                                     |       |
| 5.  | It's Just Make Believe (Wayne Bickerton, Tony Waddington) – 3:17         |       |
| 6.  | Dance To The Rock 'n' Roll (Mick Clarke) – 3:21                          |       |
| 7.  | Juke Box Jive (Wayne Bickerton, Tony Waddington) – 3:00                  |       |
| 8.  | Don't Do It Baby (Wayne Bickerton, Tony Waddington) – 3:44               |       |
| 9.  | I'll Always Love You (Mick Clarke) – 3:40                                |       |
| 10. | At The High School Hop Tonight (Wayne Bickerton, Tony Waddington) – 2:42 |       |
| 11. | Wo Goddam Blues (John Richardson, Alan Williams) – 3:01                  |       |
| 12. | Beggar Man (John Richardson, Alan Williams) – 3:35                       |       |

Réf. Vinyl : ETAT-001

## Singles
- 1974 : Juke Box Jive / Forever (réf. : 2058 529)
- 1975 : I Can Do It / If You've Got The Time (réf. : 2088 001)

## Musiciens
- Alan Williams – Chant, guitare électrique, guitare acoustique
- Mick Clarke – chant, basse
- Tony Thorpe – chant, guitare électrique, guitare acoustique
- John Richardson – Chant, batterie, percussions
- Bill Hurd – chant, claviers

## Production
- Producteurs - Wayne Bickerton et Tony Waddington
- Arrangé par - Richard Hewson
- Ingénieurs du son – Dave Grinstead (Chipping Norton) et John Mackswith (Lansdowne Studios)
- Ingénieur de coupe – Melvin Abrahams
- Photographie – Mike Leale